# حادثه آمبوینا

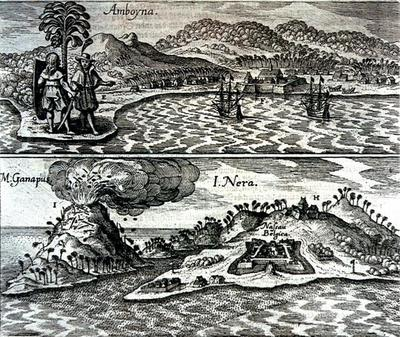
هلندی‌ها و انگلیسی‌ها در آمبوینا (بالا) و جزیره باندا نیرا (پایین)

حادثه آمبوینا (انگلیسی: Amboyna massacre) به شکنجه و اعدام ۲۰ مرد توسط مأموران کمپانی هند شرقی هلند به اتهام خیانت در جزیره آمبون (امروزی ملوک، اندونزی) در سال ۱۶۲۳ میلادی گفته می‌شود. این تعداد شامل ده نفر از مأموران کمپانی هند شرقی بریتانیا و تجار ژاپنی و پرتغالی می‌شد. این کشتار ناشی از رقابت شدید کمپانی هند شرقی بریتانیا و جمهوری هلند در تجارت ادویه بود و یک منبع تنش بین دو کشور تا اواخر قرن ۱۷ باقی ماند.